# Chiesa della Santissima Annunziata vecchia (Varazze, Pero)
La vecchia chiesa della Santissima Annunziata è stato un edificio religioso sito lungo la strada provinciale 542 (collegamento con la frazione stellese di Stella San Martino) nella frazione di Pero a Varazze, in provincia di Savona.

## Storia e descrizione

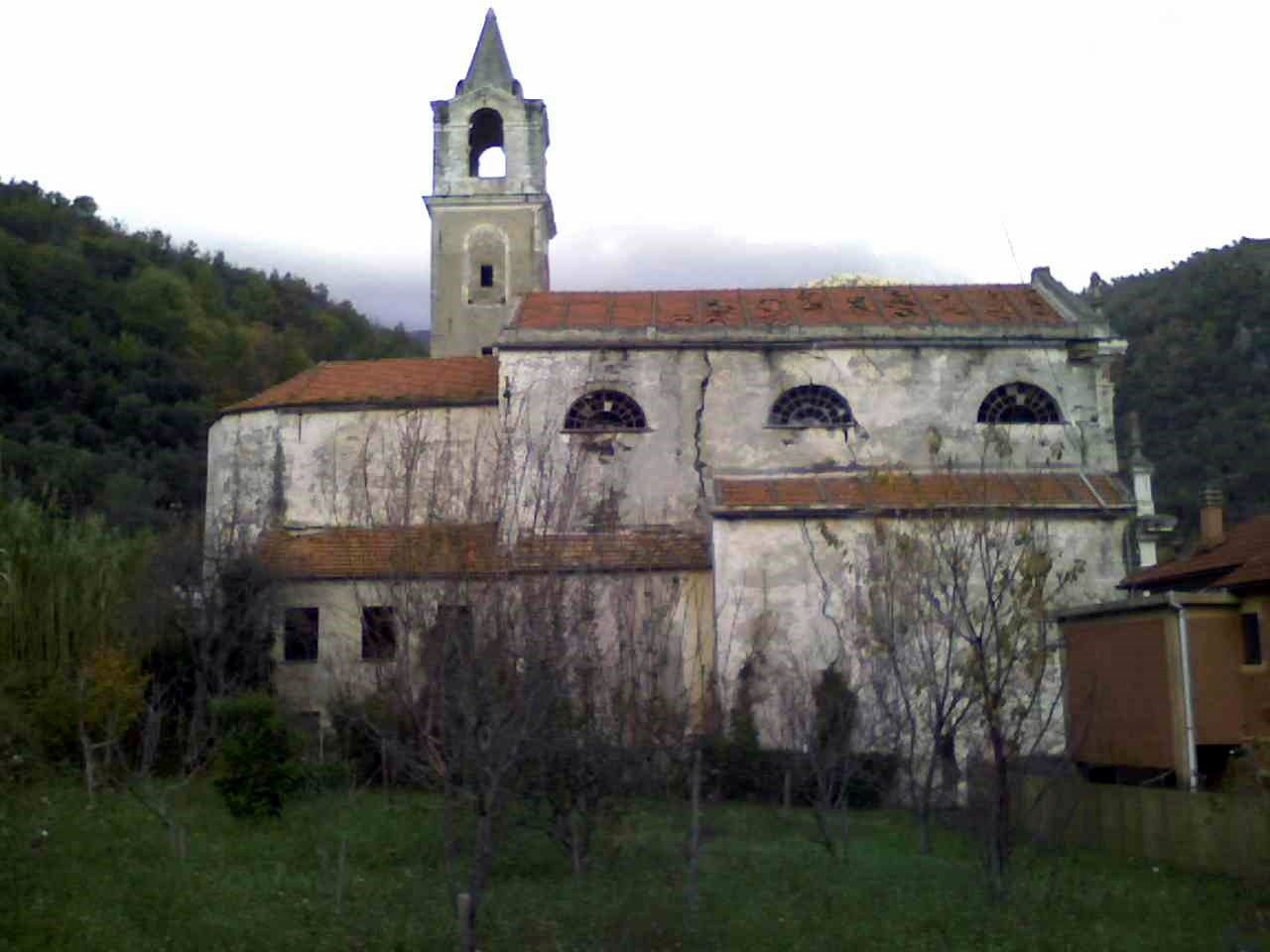
Visuale laterale

La Chiesa venne edificata nella seconda metà del XIX secolo (completata nel 1861), ma fu chiusa al culto nel 1959, dopo neanche un secolo di vita, per via dei gravi cedimenti strutturali causati dal movimento franoso, lento ma costante, che coinvolge tutta l'area del complesso. Nel 1968 fu definitivamente abbandonata quindi sostituita con la nuova chiesa della SS. Annunziata che sorge a circa un chilometro di distanza, sul versante opposto della valle Teiro, proprio di fronte a questa.
L'edificio è in stato pericolante essendo i muri di pietra imbevuti d'acqua che filtra dal tetto non più coperto interamente dalle tegole, i voltini sono tutti rotti e gli arredi murari ormai sgretolati tranne che sul lato destro dove si possono osservare ancora intatti alcuni affreschi realizzati negli anni precedenti la grande guerra. L'edificio è inaccessibile, avendo tutti gli ingressi murati.
Una leggenda locale vorrebbe che in realtà la chiesa fosse stata abbandonata perché infestata da spettri o diavoli di cui si sarebbero sentiti i lamenti o le grida durante la notte. La leggenda nacque dal fatto che nello spazio tra la volta a botte (ora crollata) e il tetto trovarono rifugio i barbagianni che vi fecero i nidi.